# Estación de Guadiana
Guadiana, denominada antiguamente como Guadiana del Caudillo, es una estación ferroviaria situada en el municipio español de Guadiana en la provincia de Badajoz, comunidad autónoma de Extremadura. Dispone de servicios de Media Distancia operados por Renfe.
Las instalaciones también cumplen funciones logísticas, dedicadas al tráfico de mercancías.

## Situación ferroviaria
La estación se encuentra situada en el punto kilométrico 484,6 de la línea de ancho ibérico Ciudad Real-Badajoz.

## Historia
Aunque situada en el tramo Badajoz-Mérida inaugurado el 20 de octubre de 1864 por la Compañía de los ferrocarriles de Ciudad Real a Badajoz, inicialmente no se dispuso de ninguna estación en esta zona. Nada extraño teniendo en cuenta que el núcleo de población no nació hasta mediados del siglo XX y fue entonces cuando RENFE creó una estación para dar servicio a este poblado de colonización, que dependió del municipio Badajoz hasta su segregación en el año 2012. Desde enero de 2005, con la extinción de la antigua RENFE, el ente Adif es el titular de las instalaciones ferroviarias.

## Servicios ferroviarios

### Media Distancia
Los trenes de Media Distancia operados por Renfe tienen como principales destinos las ciudades de Puertollano, Badajoz y Cabeza del Buey.
| Línea MD | Trenes          | Origen/Destino                          |  | Destino/Origen |
| -------- | --------------- | --------------------------------------- |  | -------------- |
|          | MD              | Puertollano                             |  | Badajoz        |
|          | Regional Exprés | Cabeza del Buey Villanueva de la Serena |  | Badajoz        |